# Сутички на кордоні Ірану (2023)
Сутички на кордоні між Іраном та «Талібаном» або Афгано-іранський прикордонний збройний конфлікт — військові сутички, що почалися вранці 27 травня 2023 року, коли «Талібан» оголосив війну Ірану. Талібан погрожував захопити столицю Ірану Тегеран, якщо іранська сторона не припинить провокації. На кордоні Ірану й Афганістану почалися бої.

## Підґрунтя
Сутичка почалася на тлі словесної суперечки влади Ірану та Афганістану через питання постачання води з річки Гільменд. Напередодні у травні президент Ірану Ібрагім Раїсі попередив керівництво Афганістану, що воно має віддати Ірану його частку води. У відповідь ватажкок Талібану, екс-представник поліції Мубін Хан опублікував відео, де він наповнював пластикову ємність водою, говорячи, що планує надіслати її до Раїсі.

## Перебіг подій
27 травня 2023 року сталася стрілянина на КПП близ міста Заболь на кордоні між провінціями Сістан та Белуджистан в Ірані та Німруз в Афганістані. Сторони звинуватили одна на одну у відкритті вогню першими. Згодом таліби захопили прикордонну іранську базу, було застосовано стрілецьку зброю та бронетехніку.
За офіційною версією талібів, інцидент почався з провокації з боку Ірану, коли прикордонні сили Ірану начебто відкрили вогонь у напрямку провінції Німруз.
МЗС Ірану заявили, що конфлікт призведе до стратегічних втрат, а обом сторонам конфлікту варто бути напоготові та уникати подібних зіткнень у майбутньому.
29 травня Міністр МВС Ірану Ахмад Вахіді заявив, що сторони провели переговори і конфлікт вичерпано.

## Жертви
Станом на 29 травня, було відомо про щонайменше двох загиблих іранських прикордонників та одного афганського.[джерело?]